# Fédération Internationale de l'Art Photographique

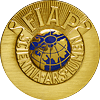
Zlatá medaile FIAP

Fédération Internationale de l'Art Photographique, nebo FIAP (Mezinárodní federace umělecké fotografie) je mezinárodní organizace národních fotografických sdružení. Členy je více než 85 národních asociací, zahrnující téměř jeden milion jednotlivých fotografů.

## Historie
Organizaci FIAP založil M. Van de Wijer z Belgie v roce 1946. První členové byli fotografické sdružení z Belgie, Nizozemska, Itálie, Portugalska a Švýcarska. V roce 1947 se přidaly Dánsko, Finsko a Maďarsko. První kongres FIAP se konal v Bernu v roce 1950, v té době se přidaly další národní sdružení z Rakouska, Brazílie, Kuby, Španělska, Finska, Francie, Irska, Lucemburska, Švédska a Jugoslávie. Biennále FIAP se v současné době koná každé 2 roky, v různých zemích, liché ročníky pro černobílou fotografii a fotografii přírody, v sudých pro fotografii barevnou.

## Biennále
- 27. kongres Budapešť, Maďarsko, 2004
- 28. kongres Chengdu, Čína, 2006
- 29. kongres Žilina, Slovensko, 2008
- 30. kongres Hanoj, Vietnam, 2010
- 31. kongres Singapur, 2012
- 32. kongres Turecko, 2014
- 33. kongres Jižní Korea, 2016
- 34. kongres, 2018